# Nanaguna polypoecila
Nanaguna polypoecila är en fjärilsart som beskrevs av Turner 1929. Nanaguna polypoecila ingår i släktet Nanaguna och familjen trågspinnare. Inga underarter finns listade i Catalogue of Life.